# Horst Mahler
Horst Mahler (Haynau, 23 gennaio 1936 – Berlino, 27 luglio 2025) è stato un attivista, pubblicista, terrorista di sinistra ed avvocato tedesco.
Avvocato appartenente alla Lega tedesca degli studenti socialisti (SDS) e cofondatore della Rote Armee Fraktion (RAF), nel 1975 prese le distanze dal terrorismo e nel 1988 ottenne la possibilità di tornare ad esercitare l'avvocatura. A partire dal 1997 prese contatti con alcuni gruppi di estrema destra ed assunse le difese del Partito Nazionaldemocratico di Germania (NPD) nel processo di incostituzionalità. Ricevette nuove condanne per alcuni delitti, tra cui attività incostituzionale, negazionismo dell'Olocausto, minacce di morte e di violenza, dichiarazioni antisemite e razziste. Nel 2004 fu colpito da divieto di lavoro (Berufsverbot), che decadde nel 2009 nel momento in cui perse l'abilitazione all'avvocatura.

## Biografia
Terzo figlio (di quattro) del dentista Willy Mahler (1900-1949) e di sua moglie Dorothea (1901-1975), suo zio era il comandante delle SA Reinhold Nixdorf. In un'intervista con il giornalista israeliano Naftali Glicksberg Mahler dichiarò che sua madre, in lacrime, gli disse che tra i suoi antenati c'erano anche ebrei. Nel 1945 la famiglia scappò dall'arrivo dell'Armata Rossa dalla Slesia a Naumburg e più tardi si insediò a Dessau-Roßlau. Il padre, un convinto nazionalsocialista, si sparò nel 1949. Nonostante fosse cresciuto in un ambiente familiare anticomunista, nel 1949, a 13 anni, accettò per opportunismo di essere nominato presidente del gruppo della Libera Gioventù Tedesca (FDJ) della sua scuola: secondo quanto da lui stesso dichiarato, in cambio gli fu promesso che in seguito gli sarebbe stata data l'opportunità di studiare all'Università. Poco dopo, la famiglia si trasferì all'Ovest.
Come borsista della Studienstiftung des deutschen Volkes (Fondazione di studio del popolo tedesco) Mahler studiò giurisprudenza alla Università Libera di Berlino dove nel 1953/54 divenne membro del movimento studentesco "Landsmannschaft Thuringia". Nel 1956 entrò nell'SPD, che aveva deciso l'incompatibilità dell'appartenenza al partito con quella ai movimenti studenteschi: questo gli diede l'occasione di uscire dal "Thuringia" in occasione del convegno di chiusura. Nel 1962 Mahler cercò di diventare giornalista ed inviò un articolo manoscritto al Die Zeit. In esso si espresse criticamente nei confronti della politica di difesa di Helmut Schmidt, chiedendo l'uscita dalla NATO. Il manoscritto non fu pubblicato.
Dopo aver superato l'esame di avvocato, nel 1964 Mahler aprì uno studio legale a Berlino Ovest, specializzato nell'assistenza alla piccola e media impresa. In precedenza aveva lavorato presso lo studio del rinomato avvocato difensore Dietrich Scheid, che in successivi processi difese sia la Lega tedesca degli studenti socialisti, sia l'editore Axel Springer. Dal 1964 Mahler guadagnò notorietà su scala nazionale come difensore nel processo alla Thyssen-Bank. Con una denuncia contro l'eccessiva durata della detenzione preventiva nei confronti del broker finanziario Karl-Heinz Wemhoff, nel 1966 Mahler fu il primo avvocato tedesco a vincere di fronte alla Corte europea dei diritti dell'uomo di Strasburgo.

## Dalla SDS alla RAF
Mahler divenne membro della SDS e per questo nel 1960 fu espulso dalla SPD per incompatibilità. A partire dal 1964 si impegnò nell'opposizione extraparlamentare, specialmente in difesa degli studenti incriminati. In questo periodo spesso rappresentò apertamente posizioni politiche molto vicine a quelle della SED e curò contatti con rappresentanti della Germania dell'Est e dell'Unione Sovietica. A tal proposito, nell'estate 2011 il giornale Bild am Sonntag uscì con una notizia su presunte prove della procura di Berlino sul fatto che all'epoca Mahler avesse lavorato per la Stasi. L'articolo fu ripreso da diversi media e ricevette grande attenzione pubblica, tanto che la procura di Berlino fu costretta ad un'immediata conferenza pubblica di smentita. Lo stesso Mahler ha escluso di aver mai collaborato con la Stasi.
Fino al 1970 difese, tra gli altri, Beate Klarsfeld, i comunardi Fritz Teufel e Rainer Langhans, i leader studenteschi Rudi Dutschke, Peter Brandt (figlio dell'allora cancelliere) e quelli che sarebbero poi divenuti terroristi della RAF Andreas Baader e Gudrun Ensslin. Nel processo contro l'ufficiale di polizia Karl-Heinz Kurras, che aveva ucciso con un colpo di pistola Benno Ohnesorg, Mahler rappresentà la famiglia Ohnesorg, attrice incidentale.
Il 1* maggio 1969 a Berlino Mahler fondò con Klaus Eschen, Ulrich K. Preuß e Hans-Christian Ströbele il "Collettivo legale socialista" (Sozialistische Anwaltskollektiv), che rimase fino al 1979 quando fu fondata l'Unione Repubblicana degli Avvocati (Republikanischen Anwältinnen- und Anwältevereins). Nel 1970 Mahler partecipò alla fondazione della RAF e collaborò alla pianificazione della liberazione di Andreas Baader e di tre rapine in banca. Dopo la liberazione di Baader, fuggì con altri 20 membri della RAF in Giordania per seguire un corso di formazione alla "lotta armata".
L'8 ottobre 1970 fu arrestato a Berlino e successivamente condannato a 14 anni di carcere per le rapine e per la liberazione di Baader. La sua difesa fu assunta da Ströbele e da Otto Schily, che in seguito divenne ministro. Schily gli portò in carcere l'intera bibliografia di Hegel, che influenzò notevolmente la successiva esistenza di Mahler.

Il 27 febbraio 1975 il Movimento 2 giugno rapì Peter Lorenz, candidato di punta della CDU alle elezioni federali di Berlino Ovest, per ottenere la liberazione di Mahler nonché quella di Verena Becker, Gabriele Kröcher-Tiedemann, Rolf Pohle, Ingrid Siepmann e Rolf Heißler. Il 1º marzo Mahler al telegiornale della ARD annunciò di rifiutare lo scambio.
"Il rapimento del nemico del popolo Peter Lorenz come mezzo per la liberazione di prigionieri politici è espressione di una politica originata dalle lotte della classe operaia, politica che deve necessariamente terminare in un vicolo cieco. La strategia del terrore individuale non è la strategia della classe operaia. […] Nel corso del processo farsa contro me, Becker e Meinhof nel settembre dell'anno scorso, ho chiarito in una critica pubblica, che era anche un'autocritica, che il mio posto è al fianco della classe operaia rivoluzionaria. Sono fermamente convinto che attraverso la lotta delle masse rivoluzionarie, le porte delle carceri si apriranno per tutti i prigionieri politici e che le accuse di terrorismo nei miei confronti verranno spazzate via. Per questo motivo rifiuto di essere portato fuori dal mio Paese in questo modo. […] Avanti con il KPD.“
Durante la prigionia Mahler tenne delle conversazioni con l'allora ministro dell'interno Gerhart Baum (FDP), che furono poi pubblicate come libro nel 1980. Inoltre ricevette anche visita dal politologo Iring Fetscher e dal filosofo sociale nazional-conservatore Günter Rohrmoser, all'epoca membro della "Commissione d'indagine sulle origini intellettuali del terrorismo", istituita dal governo social-liberale.
Con l'aiuto del suo avvocato dell'epoca, il futuro cancelliere federale Gerhard Schröder, Mahler tornò in libertà nel 1980 dopo aver scontato i due terzi della pena detentiva. Tutore preposto al suo reinserimento fu il teologo evangelico Helmut Gollwitzer. Nel 1987 la Corte di cassazione federale riabilita Mahler all'avvocatura; in questo successo fu aiutato ancora una volta dal suo avvocato Gerhard Schröder. In questi anni Mahler era politicamente vicino all'FDP. Mahler e Schröder in seguito fecero visita congiuntamente a Rohrmoser a Stoccarda.

## Svolta verso l'estremismo di destra
Il 1º dicembre 1997 Mahler tenne a Stoccarda un elogio durante i festeggiamenti per il 70º compleanno di Günter Rohrmosers davanti ad una platea che comprendeva, tra gli altri, Hans Filbinger. Nel discorso chiedeva alla Germania "occupata" di liberarsi dalla sua schiavitù per debiti e di tornare a camminare in posizione eretta nella sua "identità nazionale". Questo fu visto dai suoi ex compagni della SDS, come Günter Langer e il politologo Alfred Schobert, come un coming out di sentimenti conservatori o di destra radicale. Rohrmoser invece nel 1998 dichiarò che le sue posizioni sugli "effetti distruttivi del '68 sulla religione e sulla morale" e quelle di Mahler erano identiche, e di fronte a quegli obiettivi cultural-rivoluzionari egli identificava la posizione di Maher come di "conservatorismo nazional-cristiano".
In seguito Mahler entrò in contatto con i membri del neonazista Partito Nazionaldemocratico di Germania (NPD). Insieme a Franz Schönhuber nel 2000 Mahler pubblicò il libro Schluß mit dem deutschen Selbsthaß ("Basta con l'odio tra tedeschi"). Il cantautore Frank Rennicke fu il primo cliente della scena di estrema destra. Il 12 agosto 2000 Mahler entrò nella NPD. In conferenza stampa dichiarò di ritenere la Costituzione "un qualcosa di provvisorio per il periodo di transizione verso il ripristino del Reich tedesco." Dal 2001 al 2003 Mahler rappresentò l'NPD davanti alla Corte Costituzionale Tedesca allorquando l'allora governo cercò vanamente di dichiarare l'incostituzionalità del partito neonazista. I suoi scritti alla Corte erano costituiti da citazioni ideologiche di diversa provenienza. Citò anche le sue esperienze nell'opposizione extraparlamentare con l'agente di collegamento Peter Urbach.
Nel 2003, dopo la chiusura del processo, Mahler uscì dall'NPD motivando: "L'NPD è un partito votato al parlamentarismo. dunque antiquato e - come lo stesso sistema parlamentare - condannato al fallimento.“

## Dopo l'uscita dall'NPD
Nel novembre 2003 Mahler fondò la Lega per la riabilitazione dei perseguitati a causa della contestazione dell'Olocausto (Verein zur Rehabilitierung der wegen Bestreitens des Holocaust Verfolgten), poi vietata per incostituzionalità nel 2008, che accanto a lui vedeva presenti numerosi noti negazionisti dell'Olocausto.
Dopo il rilascio dalla prigione, Mahler cominciò a manifestare anche posizioni antisemite. In qualità di co-fondatore del movimento neonazista "Deutsches Kolleg", dal febbraio 2004 finì davanti alla Corte Regionale di Berlino per istigazione all'odio insieme a Reinhold Oberlercher e Uwe Meenen. La causa era un pamphlet pubblicato nell'ottobre del 2000 con il titolo "Proclamazione della rivolta delle persone per bene" (Ausrufung des Aufstandes der Anständigen), nel quale tra le altre cose si richiedeva il divieto di comunità ebraiche in Germania e l'espulsione di tutti i richiedenti asilo, di tutti gli stranieri senza lavoro ed altre misure di questo tenore. A Mahler venne anche imputato il fatto di avere distribuito, nel settembre 2002 alla sede centrale dell'NPD a Berlino-Köpenick in occasione della manifestazione del suo sostegno al partito, un documento nel quale l'odio verso gli ebrei veniva definito "chiaro segno di un sistema immunitario spirituale intatto."
Dopo che durante il processo ebbe minacciato di pena di morte il giudice, i giurati ed il pubblico ministero, secondo il codice penale tedesco e dopo aver fatto altre affermazioni antisemite in tribunale, il Tribunale distrettuale del Tiergarten emanò un divieto temporaneo di professione l'8 aprile 2004. Analoghe minacce di morte furono indirizzate ai deputati del Bundestag e a due avvocati del partito Bündnis 90/Die Grünen. Per i commenti antisemiti, il pubblico ministero mosse una nuova denuncia. Durante il processo, il tribunale regionale ordinò una perizia psichiatrica su Mahler: alla fine fu condannato ad una pena detentiva di nove mesi. Siccome Mahler con il suo "Deutsches Kolleg" si proponeva l'istituzione di un Quarto Reich e riconosceva come ultimo giorno dello stato di diritto tedesco il giorno della capitolazione della Wehrmacht (7 maggio 1945), le sue argomentazioni godono di una certa notorietà nel "Movimento dei cittadini del Reich" (Reichsbürgerbewegung), che nega la legittimità della Repubblica Federale.
Per impedire la partecipazione di Mahler alla Conferenza dei negazionisti dell'Olocausto di Teheran, nel gennaio di 2005 le autorità del Brandeburgo gli ritirarono il passaporto per sei mesi. Il Ministero degli Interni giustificò tale misura con il fatto che le esternazioni antisemite di Mahler durante la conferenza avrebbero considerevolmente danneggiato l'immagine della Repubblica Federale Tedesca.
In un ulteriore processo per istigazione all'odio, in cui fu rappresentato dall'avvocatessa Sylvia Stolz, sua compagna nella vita, Mahler fu nuovamente condannato.
Al suo ingresso nel carcere di Cottbus-Dissenchen il 15 novembre 2006, secondo quanto riferito dalla polizia Mahler fece il saluto nazista e gridò "Heil!" davanti a circa 35 seguaci. Per questo il tribunale regionale di Cottbus il 22 luglio 2008 lo condannò ad ulteriori undici mesi di detenzione senza condizionale: contro una precedente condanna di sei mesi da parte del tribunale distrettuale di Cottbus, sia l'accusa che la difesa avevano presentato ricorso. Al tribunale regionale di Potsdam furono presentate ulteriori accuse di istigazione all'odio nei confronti di Mahler. La Süddeutsche Zeitung il 23 novembre 2007 scrisse di una raccomandata di Mahler inviata al sindaco della sua città di residenza, Ebersberg, in cui ancora una volta negava l'Olocausto ed esaltava il nazionalsocialismo.
Durante un'intervista alla rivista Vanity Fair, Mahler salutò il suo intervistatore Michel Friedman con un "Heil Hitler, signor Freidman!" ed in seguito negò l'esistenza dell'Olocausto. Per tale motivo, il 28 aprile 2008 fu condannato a dieci mesi senza condizionale dal tribunale distrettuale di Erding per istigazione all'odio e ingiuria. Mahler ha impugnato il provvedimento di condanna, senza negare le parole dette a Friedman: per tale motivo nel 2009 il ricorso fu respinto in quanto infondato.

## Procedimenti giudiziari
Mahler ha sempre perseguito i processi penali per poterli strumentalizzare come palcoscenico per i suoi scopi. "Sono qui seduto perché voglio stare qui seduto" disse al giudice il 12 gennaio 2009 all'apertura di uno dei suoi tanti processi, prima di negare nuovamente l'Olocausto. In precedenza aveva presentato una denuncia contro sé stesso.

### Condanna del Tribunale regionale di Monaco II - 2009
Il 25 febbraio 2009 fu condannato dal Tribunale regionale di Monaco II per istigazione all'odio ad una pena detentiva di sei anni. La pena è esecutiva dal 10 agosto 2009. Dopo la pronuncia della sentenza a Monaco, fu arrestato in sala e trasportato in galera.

### Condanna del Tribunale regionale di Potsdam - 2009
Con una sentenza della quarta camera del Tribunale regionale di Potsdam l'11 marzo 2009 Horst Mahler è stato nuovamente condannato per quindici casi di istigazione all'odio - compresi quelli da sentenza del tribunale regionale di Amburgo del 20 gennaio 2005 e del tribunale distrettuale di Magonza del 9 settembre 2002 - ad un totale di due anni e quattro mesi di carcere, oltre ad altri due anni e dieci mesi per altri quattro casi di istigazione all'odio. Con le condanne del tribunale di Monaco II, Mahler è stato condannato complessivamente a 12 anni di carcere per istigazione all'odio.

### Procedimento dell'ordine degli avvocati di Berlino - 2009
A metà luglio 2009 l'ordine degli avvocati di Berlino gli ha ritirato la licenza di avvocato.

### Detenzione al carcere di Brandeburgo sulla Havel
Mahler sconta la sua pena presso il carcere di Brandeburgo sulla Havel. Tra novembre 2012 e marzo 2013 scrisse al computer un ampio lavoro dal titolo "La fine del vagabondaggio" (Das Ende der Wanderschaft). Alcune parti di questo scritto furono diffuse tramite Internet. Il testo, di oltre 200 pagine, fu catalogato come antisemita, il computer sequestrato ed i contatti verso l'esterno strettamente controllati. Nel maggio 2014 il procuratore di Cottbus denunciò Mahler per istigazione all'odio.
Nel luglio 2015 la procura gli accordò una sospensione della pena per motivi di salute. In seguito ad una grave infezione, nel corso della quale gli fu amputata la gamba sinistra, Mahler sviluppò una forte sepsi. Essendo in pericolo di vita, fu trasferito dall'ospedale della prigione al reparto di terapia intensiva  dell'ospedale cittadino di Brandeburgo. Ad inizio di agosto 2015 le sue condizioni migliorarono e si cominciò a pianificare una riabilitazione. Nel settembre 2015 la Strafvollstreckungskammer (autorità che segue l'applicazione delle pene) del Tribunale regionale di Potsdam concesse a Mahler la libertà sulla parola per via delle condizioni di salute e per il fatto di aver già scontato i due terzi della pena. Contro questa decisione si è appelato il pubblico ministero di Monaco. Ad inizio 2016 la Corte d'Appello di Brandeburgo ha revocato la sospensione della pena. Il carcere ed il pubblico ministero si erano espressi contro un rilascio anticipato di Mahler, in quanto ci si poteva aspettare nuovi reati ed essendo Mahler una "consolidata struttura personale criminale". Questo punto di vista fu seguito anche dalla Corte che dichiarò come non ci si potesse aspettare una positiva prognosi sociale per una vita senza crimini.